# Dräxlmaier

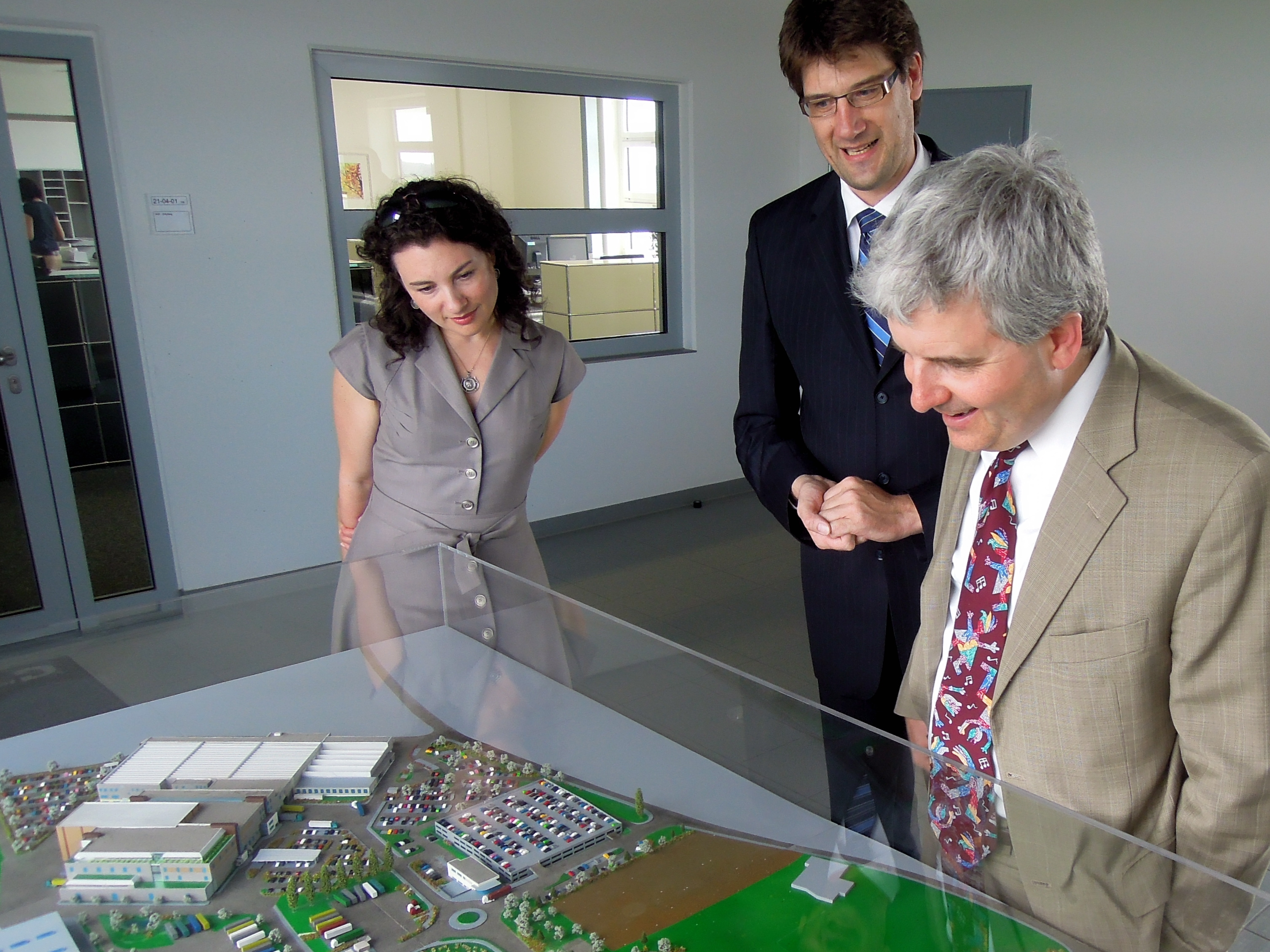
Persone davanti a un diorama della Dräxlmaier

Dräxlmaier Group è un fornitore del settore automotive operante a livello globale, con sede centrale nella cittadina di Vilsbiburg, in Bassa Baviera Germania. 
Fondata nel 1958, l’azienda a conduzione familiare è specializzata nella produzione di sistemi di cablaggio, centraline elettriche e componenti elettronici, interni, sistemi di batterie a bassa e alta tensione per i veicoli dell’elettromobilità di fascia alta.

## Management

Dräxlmaier sede centrale a Vilsbiburg

Stefan Brandl e Jan Reblin sono responsabili della gestione aziendale. Stefan Brandl viene nominato nuovo Vice presidente di Dräxlmaier Group nel giugno 2021. Fritz Dräxlmaier, per molti anni CEO del Gruppo, da gennaio 2019 ricopre la carica di Presidente del Consiglio di amministrazione.

## Dati finanziari
Il fatturato del Gruppo ammontava nel 2021 a 4,6 miliardi di euro, con circa 72.000 dipendenti. In termini di fatturato annuo, l’azienda nel 2021 si attestava al 57ºposto della classifica mondiale dei 100 maggiori fornitori del settore automotive. L’azienda annovera tra i propri clienti Audi, BMW, Jaguar, Land Rover, Mercedes-Benz, MINI, Porsche, Tesla, and Volkswagen.

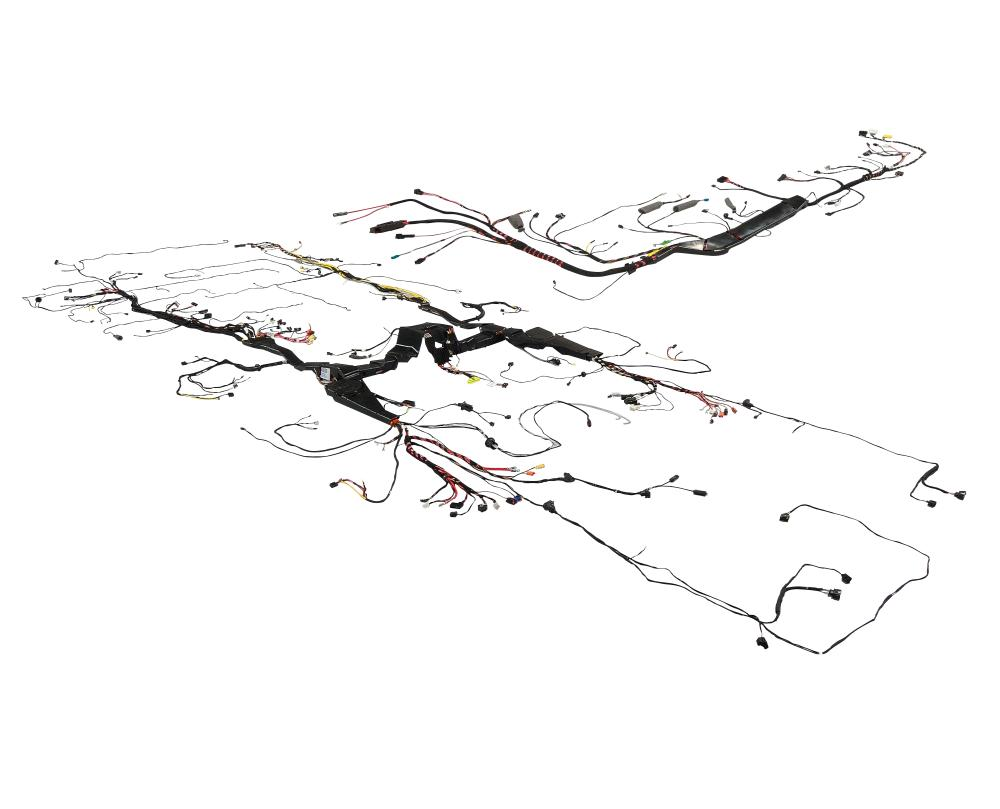
Sistema di cablaggio sviluppato da Dräxlmaier

| Anni                         | 2005 | 2006 | 2007 | 2008 | 2009 | 2010 | 2011 | 2012 | 2013 | 2014 | 2015 | 2016 | 2017 | 2018 | 2019 | 2020 | 2021 |
| ---------------------------- | ---- | ---- | ---- | ---- | ---- | ---- | ---- | ---- | ---- | ---- | ---- | ---- | ---- | ---- | ---- | ---- | ---- |
| Vendite (in miliardi di EUR) | 1,41 | 1,55 | 1,72 | 1,74 | 1,38 | 1,76 | 2,06 | 2,38 | 2,90 | 3,42 | 3,75 | 3,67 | 4,06 | 4,55 | 4,91 | 4,18 | 4,6  |
| Dipendenti (in migliaia)     | 31,0 | 34,3 | 36,1 | 35,6 | 32,8 | 36,3 | 41,8 | 46,0 | 51,3 | 55,4 | 56,2 | 60,8 | 72,7 | 79,1 | 79,4 | 74,0 | 72,0 |

Fonte: Die Welt, Bundesanzeiger 

## Prodotti
Dräxlmaier Group è fornitore del settore automotive a livello internazionale. Quale fornitore del settore automotive, il Gruppo ha diversificato l’attività con la produzione di sistemi di cablaggio, centraline elettriche e componenti elettronici, sistemi per interni, nonché sistemi di batterie a bassa e alta tensione per i veicoli per l’elettromobilità. Tra le diverse realizzazioni, gli interni della berlina Maybach e del modello Porsche Panamera, nonché il primo pannello portiera con fibra naturale a vista della BMW i3. Dräxlmaier è inoltre considerato inventore del sistema di cablaggio customizzato.

Console centrale per una Mercedes-Benz 205, sviluppata da Dräxlmaier

### Impianti elettrici
L’azienda produce tutti gli elementi destinati agli impianti elettrici, tra cui sistemi ad alta tensione e di batterie, sistemi di cablaggio autonomi, cavi dati e cablaggi motore. Dräxlmaier Group produce componenti, sistemi e pacchetti di elettronica digitale per interni e impianti per veicoli elettrici, nonché sistemi ad alta tensione per l’accumulo di energia e l’elettromobilità.

### Sistemi di connettori
L’azienda produce inoltre sensori e interruttori, distributori di potenza ad alta potenza e scatole dei fusibili.

### Sistemi per interni
Dräxlmaier produce plance strumentali, console centrali e pannelli per portiere per vetture di fascia alta. Il fornitore del settore automotive realizza inoltre moduli completi per portiere e cruscotti adatti all’equipaggiamento specifico del rispettivo veicolo grazie all’integrazione a sistema. L’azienda produce inoltre sistemi di illuminazione d’ambiente a RGB.

### Sistemi per l’elettromobilità
La gamma di prodotti destinati ai sistemi a batteria comprende soluzioni ad alta e bassa tensione a base di ioni di litio comprese tra 12 e 900 volt e componenti HV per valori di tensione a bordo superiori a 60 volt, nonché quadri elettrici ad alta tensione.

## Storia

### 1958–1967

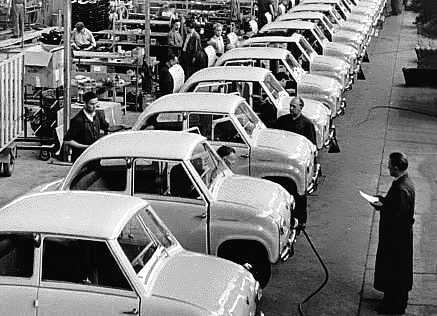
Produzione della microcar Goggomobil con sistema di cablaggio realizzato da Dräxlmaier Group

Nel maggio 1958 Lisa and Fritz Dräxlmaier Senior entrano nel mercato automotive in piena crescita. Il primo ordine ottenuto dall’azienda della Bassa Baviera riguardava la produzione di 50.000 sistemi di cablaggio per la vettura Goggomobil creata da Hans Glas GmbH in Dingolfing/Germania. Poco dopo l’azienda crea una seconda divisione prodotti. Dräxlmaier diviene fornitore di equipaggiamenti per auto completi (compresi cruscotti, pannelli porta, rivestimenti sedili e ripiani portapacchi) per la vettura compatta prodotta fino al 1969.
Nel 1960 Dräxlmaier installa il primo sistema di pannelli porta saldati e piastre in termoplastica per la produzione di cruscotti. Per alloggiare i nuovi impianti, l’azienda nel 1964 edifica il primo stabilimento di proprietà.

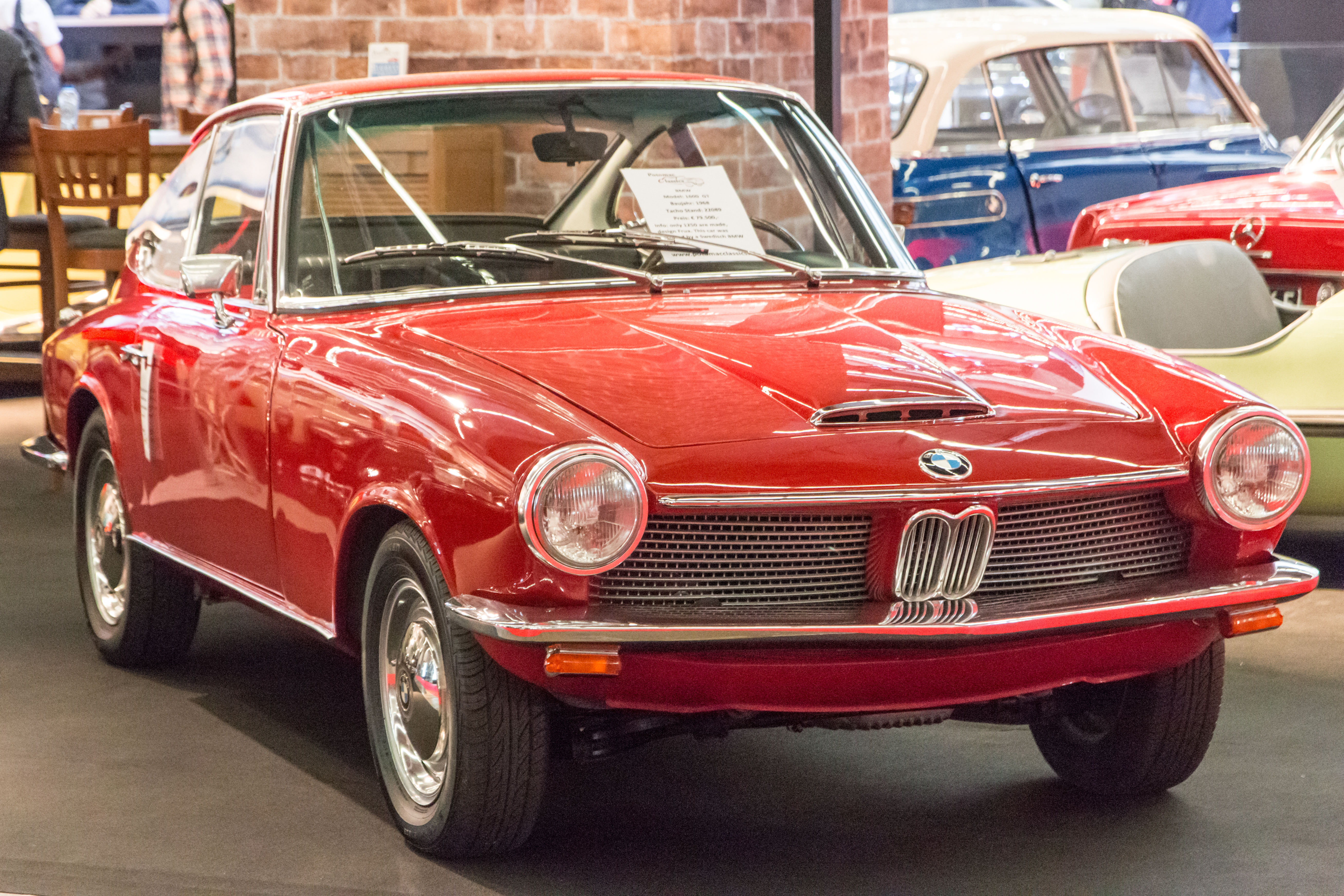
BMW 1600 GT, primo modello di BMW con sistemi per interni Dräxlmaier

Nel 1966 l’azienda acquisisce il cliente BMW

### 1968–1977
Nel 1968 il crescente volume di ordinativi porta Dräxlmaier ad ampliare la sede di Vilsbiburg. Nel quadro dell’espansione e ammodernamento, l’azienda dà inizio alla produzione in proprio di stampi e utensili, installando inoltre il primo sistema informatico. Nello stesso anno ha inizio la costruzione di un nuovo stabilimento produttivo con edificio amministrativo. Rispettivamente nel 1969 e 1971, iniziano le forniture di prodotti Dräxlmaier Group ad Audi e Volkswagen.
L’espansione a livello internazionale prende avvio nel 1974, con uno stabilimento produttivo in Tunisia. Gli anni successivi vedono l’apertura di numerose altre sedi, tra cui uno stabilimento per sistemi di cablaggio e componenti per interni in Canada (1976).

### 1978–1987

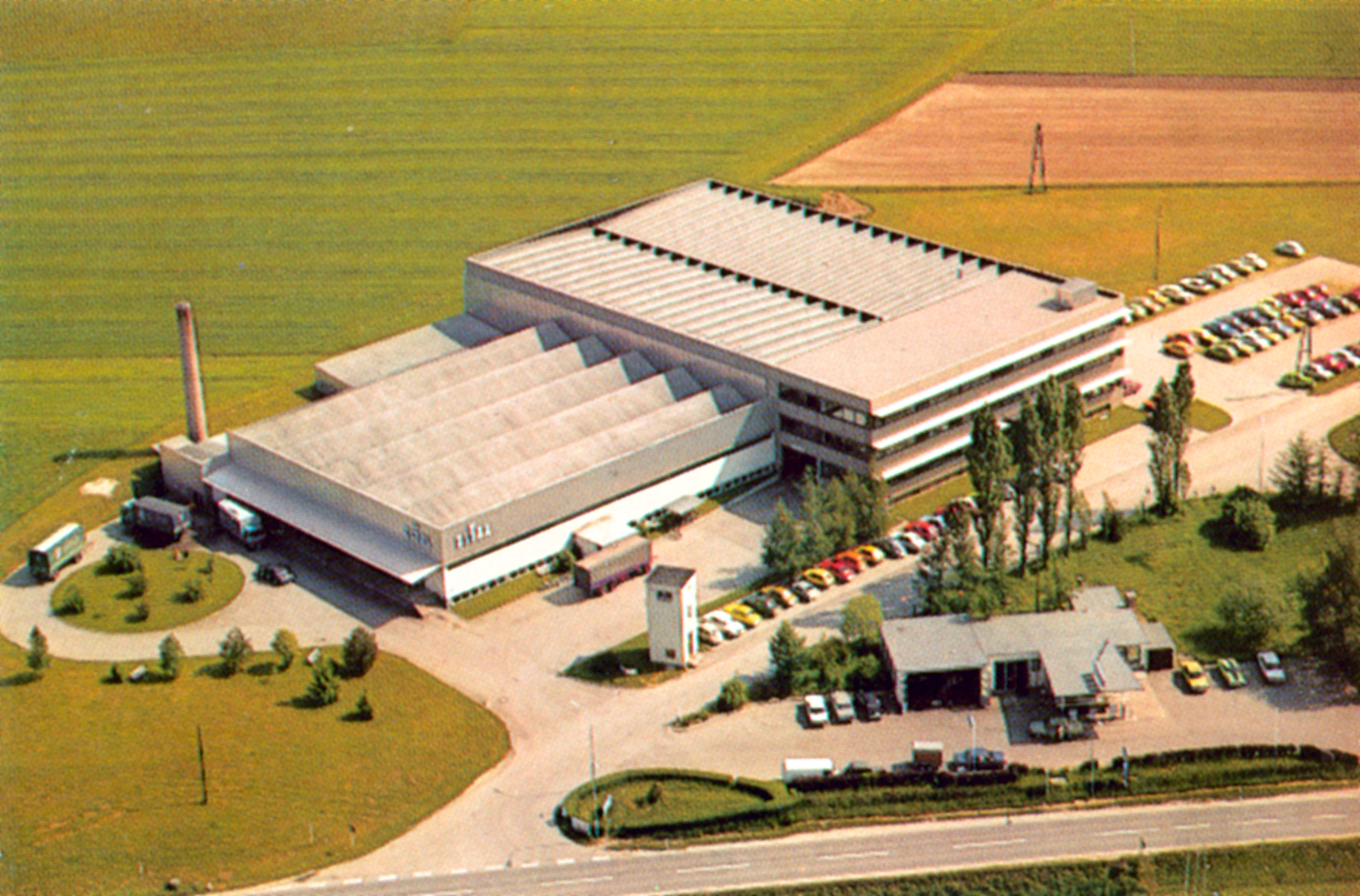
Stabilimento ed edificio amministrativo in Brückenstrasse, Vilsbiburg (1970)

I 20 anni successivi registrano la continua espansione delle sedi operative dell’azienda a conduzione familiare, con un costante incremento del personale. Negli anni ‘80 Dräxlmaier impiegava quasi 2000 dipendenti. Di pari passo viene ampliata la rete produttiva nel mondo. Nasce lo stabilimento produttivo di Braunau am Inn, Austria (1978), cui segue l’apertura di ulteriori quattro succursali estere.

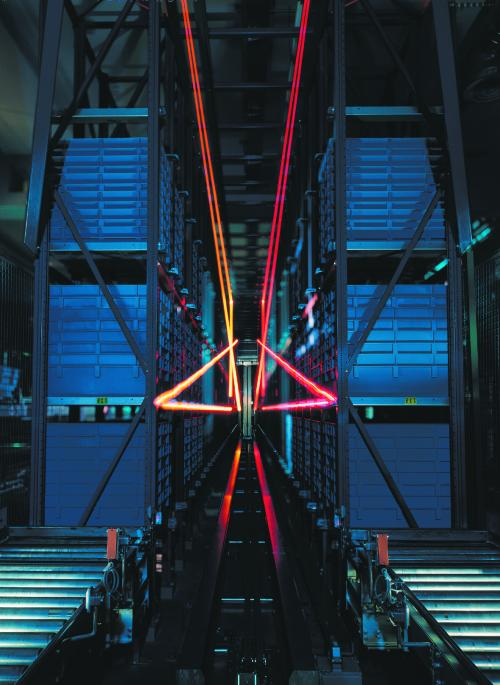
Magazzino automatico verticale per minuteria, 1987

Nel 1982 l’azienda inizia a produrre componenti per Mercedes-Benz. Nel 1983 Dräxlmaier introduce un computer mainframe convertendo 100 postazioni di lavoro per elaborazione elettronica dei dati. La costruzione del magazzino verticale automatico e del magazzino picking per la minuteria nel 1987 gettano le basi per la gestione della catena di fornitura. Da quel momento in poi il controllo dei flussi materiale e di tutti i processi fondamentali JIT/JIS partirà da qui.

### 1988–1997
Nel 1993 Dräxlmaier apre stabilimenti produttivi in Repubblica Ceca e Romania. Con l’obiettivo di sviluppare, fabbricare e fornire il cruscotto completo per la Mercedes Benz CLK, nel 1994 l’azienda si prepara a diventare fornitore di sistemi per interni. Due anni dopo, nel 1996, la rete produttiva si espande ulteriormente con due nuovi stabilimenti in America e in Messico.
Nel 1997 il nome dell’azienda passa da “Dräxlmaier Group of Companies” a “Dräxlmaier Group”. Nello stesso anno l’azienda ottiene l’incarico di installare il primo sistema FIS (Functionally Integrated System) nella BMW Serie 7. Di qui lo sviluppo del primo modulo per interni volto a integrare tutte le funzioni elettriche ed elettroniche nella portiera auto, in un unico sistema.
Nel novembre di quell’anno Dräxlmaier acquisisce da Daimler-Benz AG la consociata Holzindustrie Bruchsal GmbH.

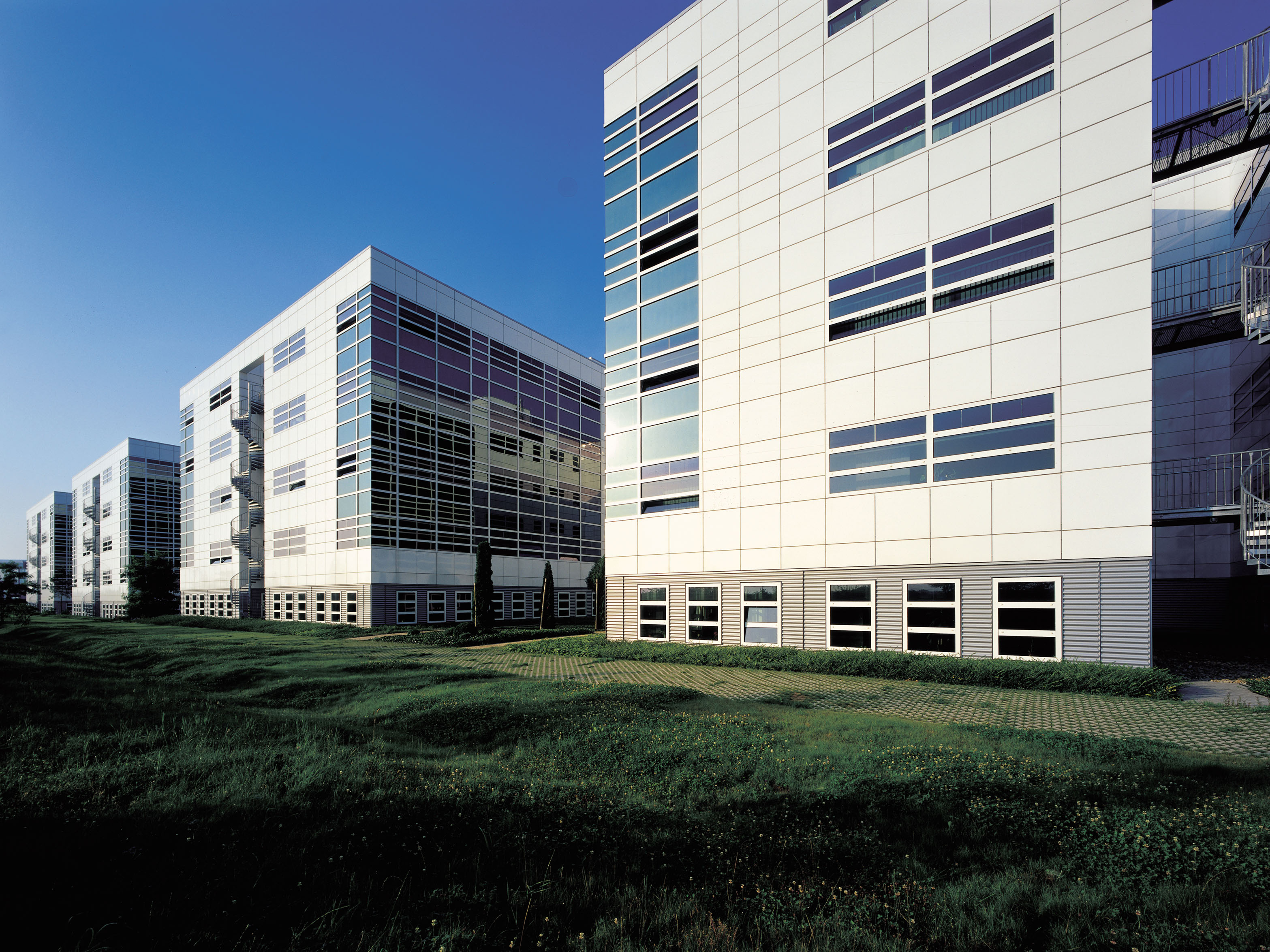
Technology Centre Vilsbiburg, 1998

### 1998-2007
Nel 1998 l’azienda si trasferisce nel nuovo Dräxlmaier Technology Centre di Vilsbiburg. L’anno successivo Dräxlmaier Group, in veste di primo fornitore di sistemi, realizza un abitacolo interamente in pelle per i modelli Mercedes Benz CL Coupe.
Segue la produzione dell’abitacolo completo per la BMW Z8. Per ambedue i modelli Dräxlmaier sviluppa e fornisce anche l’impianto elettrico.
Nel 2002 Dräxlmaier sviluppa, produce e consegna l’impianto elettrico completo e l’abitacolo per la berlina di lusso Maybach. In aggiunta al secondo stabilimento di Landau an der Isar/Germania, nel 2003 l’azienda apre un nuovo stabilimento a Shenyang/Cina. Da quel momento Porsche, Jaguar e Cadillac divengono clienti dell’azienda.
Il periodo 2005-2007, vede l’apertura di stabilimenti in Sudafrica (2005); in Thailandia, Spagna e Messico nel 2006, e a Balti, Moldavia nel 2007, dove Dräxlmaier costruisce ex novo una fabbrica che impiega 2000 dipendenti.

### 2008–2017

Pannello porteria in fibre naturali per una BMW i3

Nel 2008 Dräxlmaier Group lancia un materiale composito in fibre naturali per interni auto. Il pannello porta sviluppato per la BMW Serie 7 è realizzato in materiale biocomposito. Apre, nello stesso anno, un’ulteriore sede in Europa orientale, seguita da uno stabilimento produttivo in Serbia, che impiega inizialmente 800 operai lungo tre linee produttive.
Nel 2009 il gruppo dà inizio all’approntamento di prototipi per l’elettromobilità, sviluppando inoltre sistemi di batteria e componenti customizzati, ad esempio per l’abitacolo completo e l’impianto elettrico della Porsche Panamera, lanciata sul mercato lo stesso anno.
Nel 2011 Dräxlmaier sviluppa il primo pannello porta al mondo con fibra naturale visibile, installato per la prima volta nel 2013 nel modello totalmente elettrico della BMW i3. Nel 2012 l’azienda amplia lo stabilimento di Shenyang costruendo inoltre uno stabilimento a ciclo produttivo totalmente integrato a Kavadarci/Macedonia. Nel 2013 Dräxlmaier Group apre una nuova sede a Lipsia/Germania. Nello stesso anno, Dräxlmaier Aviation GmbH avvia l’attività in un nuovo ramo. Fino al 2017 l’azienda svilupperà e produrrà interni per velivoli privati e commerciali.
Il 2014 vede l’acquisizione del cliente Tesla Motors. Nello stesso anno, la rete logistica dell’azienda si espande ulteriormente con la sede di Zwickau/Germania. Nel 2015, QESTRONIC Advanced Technologies GmbH di Geisenhausen/Germania, entra a far parte di Dräxlmaier Group. L’anno successivo apre un nuovo stabilimento produttivo per componenti di interni a Langfang/Cina.
In collaborazione con la Università tecnica di Monaco (Germania), nel 2017 nasce un centro di ricerca e sviluppo presso il campus di Garching. Apre inoltre un nuovo stabilimento produttivo per componenti di interni a Livermore, negli USA.

### Dal 2018 a oggi
Nel 2018 presso il Centro GALILEO della Università tecnica di Monaco (Germania) di Garching si insedia il Dräxlmaier Campus, dove gli sviluppatori Dräxlmaier e i ricercatori della TUM si confrontano e lavorano ad aspetti futuri dell’industria automobilistica. Nel 2019 l’azienda costruisce uno stabilimento con un dipartimento Sviluppo proprio a Sachsenheim, nei pressi di Stoccarda per la produzione di batterie da 800 volt destinate al settore automotive. L’anno successivo segue un nuovo stabilimento nei pressi di Lipsia.
Il 1ºaprile 2020 Franz Haslinger e Martin Gall diventano CEO Dräxlmaier Group. Da agosto 2021, Stefan Brandl e Haslinger sono responsabili della gestione aziendale. Fritz Dräxlmaier, CEO storico, resta in azienda in veste di rappresentante degli azionisti, continuando a ricoprire il ruolo d Presidente del Consiglio di amministrazione.
Nel 2021 Dräxlmaier Group entra nella classifica Forbes dei migliori datori di lavoro al mondo.